# Liev Schreiber
Isaac Liev Schreiber (San Francisco, Kalifornia, 1967. október 4. –) Tony-díjas amerikai színész, filmrendező, forgatókönyvíró és producer.

## Élete

### Pályafutása
Az 1990-es évek végén és olyan filmekben szerepelt, mint a Váltságdíj (1996), a Sikoly-trilógia (1997–2000), a Fantomok (1998), A rettegés arénája (2002), az Ómen (2006), az X-Men kezdetek: Farkas (2009), a Salt ügynök (2010), a Gyalogáldozat (2014) és a Spotlight – Egy nyomozás részletei (2015). Szinkronszínészként hangját kölcsönözte a My Little Pony: A film (2017), a Kutyák szigete (2018) és a Pókember: Irány a Pókverzum! (2019) című animációs filmekben, de dokumentumfilmekben is gyakran vállal narrátori feladatot.
Filmrendezőként és forgatókönyvíróként 2005-ben debütált a Minden vilángol című életrajzi filmmel, mely Jonathan Safran Foer azonos című regényének adaptációja.
2013 és 2020 között a Ray Donovan című bűnügyi sorozat főszereplője volt, Golden Globe- és Primetime Emmy- jelöléseket szerezve. A színpadi színészként is aktív Schreibert alakításaiért három alkalommal jelölték Tony-díjra, ebből egyet meg is nyert.

### Magánélete
2005 és 2016 között Naomi Watts színésznő partnere volt, két gyermekük született.

## Filmográfia

### Film
| Év   | Magyar cím                         | Eredeti cím                                   | Szerep                          | Magyar hang          |
| ---- | ---------------------------------- | --------------------------------------------- | ------------------------------- | -------------------- |
| 1994 | Segítség, karácsony!               | Mixed Nuts                                    | Chris                           | Kálid Artúr          |
| 1995 | Tartsd a vonalat                   | Denise Calls Up                               | Jerry Heckerman                 |                      |
| 1995 | Eszelős szerelem                   | Mad Love                                      | üzletember                      | Wohlmuth István      |
| 1995 | Ez ám a buli!                      | Party Girl                                    | Nigel                           |                      |
| 1996 | Kiruccanók                         | The Daytrippers                               | Carl Petrovic                   |                      |
| 1996 |                                    | Walking and Talking                           | Andrew                          |                      |
| 1996 | Olasz módra                        | Big Night                                     | Leo                             |                      |
| 1996 | Sikoly                             | Scream                                        | Cotton Weary                    |                      |
| 1996 | Váltságdíj                         | Ransom                                        | Clark Barnes                    | Barabás Kiss Zoltán  |
| 1997 | Övé és övé                         | His and Hers                                  | Glenn                           |                      |
| 1997 | Sikoly 2.                          | Scream 2                                      | Cotton Weary                    | Megyeri János        |
| 1998 | Fantomok                           | Phantoms                                      | Stuart 'Stu' Wargle rendőr      | Viczián Ottó         |
| 1998 | A gömb                             | Sphere                                        | Ted Fielding                    | Anger Zsolt          |
| 1998 | Rejtélyes alkony                   | Twilight                                      | Jeff Willis                     | Csőre Gábor          |
| 1998 | Rejtélyes alkony                   | Twilight                                      | Jeff Willis                     | Zámbori Soma         |
| 1998 | A világ legnagyobb tölcsére        | Desert Blue                                   | Mickey Moonday (hangja)         |                      |
| 1999 | Séta a Holdon                      | A Walk on the Moon                            | Marty Kantrowitz                | Epres Attila         |
| 1999 | Hazudós Jakab                      | Jakob the Liar                                | Mischa                          | László Zsolt         |
| 1999 | Hurrikán                           | The Hurricane                                 | Sam Chaiton                     | Szabó Sipos Barnabás |
| 1999 | Kitörés                            | Spring Forward                                | Paul                            |                      |
| 2000 | Hamlet                             | Hamlet                                        | Laertes                         |                      |
| 2000 | Sikoly 3.                          | Scream 3                                      | Cotton Weary                    | Megyeri János        |
| 2001 | Kate és Leopold                    | Kate & Leopold                                | Stuart Besser                   | Epres Attila         |
| 2002 | A rettegés arénája                 | The Sum of All Fears                          | John Clark                      | Laklóth Aladár       |
| 2003 | A Jelcin-projekt                   | Spinning Boris                                | Joe Shumate                     |                      |
| 2004 | A mandzsúriai jelölt               | The Manchurian Candidate                      | Raymond Prentiss Shaw képviselő | Viczián Ottó         |
| 2005 | Minden vilángol                    | Everything Is Illuminated                     | filmrendező                     |                      |
| 2006 | Ómen                               | The Omen                                      | Robert Thorn                    | Viczián Ottó         |
| 2006 | Színes fátyol                      | The Painted Veil                              | Charles Townsend                | Csankó Zoltán        |
| 2007 |                                    | Chicago 10                                    | William Kunstler (hangja)       |                      |
| 2007 |                                    | The Ten                                       | Ray Johnson                     |                      |
| 2007 | Szerelem a kolera idején           | Love in the Time of Cholera                   | Lotario Thurgot                 | Kardos Róbert        |
| 2007 | Tengeri ősszörnyek                 | Sea Monsters: A Prehistoric Adventure         | dokumentumfilm narrátora        | Berzsenyi Zoltán     |
| 2008 | Ellenállók                         | Defiance                                      | Zus Bielski                     | Barabás Kiss Zoltán  |
| 2009 | X-Men kezdetek: Farkas             | X-Men Origins: Wolverine                      | Victor Creed / Kardfogú         | Barabás Kiss Zoltán  |
| 2009 | Woodstock a kertemben              | Taking Woodstock                              | Vilma                           | Fekete Zoltán        |
| 2010 | Minden nap                         | Every Day                                     | Ned                             | László Zsolt         |
| 2010 | Végrehajtók                        | Repo Men                                      | Frank                           | Kardos Róbert        |
| 2010 | Salt ügynök                        | Salt                                          | Theodore „Ted” Winters          | Barabás Kiss Zoltán  |
| 2011 | Hoki-koki                          | Goon                                          | Ross „A főnök” Rhea             |                      |
| 2012 |                                    | Mental                                        | Trevor Blundell                 |                      |
| 2012 | Kétkedő fundamentalista            | The Reluctant Fundamentalist                  | Bobby Lincoln                   |                      |
| 2013 | Movie 43: Botrányfilm              | Movie 43                                      | Robert                          | Papucsek Vilmos      |
| 2013 | Mars – Az utolsó napok             | The Last Days on Mars                         | Vincent Campbell                | Barabás Kiss Zoltán  |
| 2013 | A komornyik                        | The Butler                                    | Lyndon B. Johnson               | Barabás Kiss Zoltán  |
| 2013 |                                    | A Perfect Man                                 | James                           |                      |
| 2013 |                                    | Money for Nothing: Inside the Federal Reserve | dokumentumfilm narrátora        |                      |
| 2013 | Bérgavallér                        | Fading Gigolo                                 | Dovi                            | Barabás Kiss Zoltán  |
| 2014 | Gyalogáldozat                      | Pawn Sacrifice                                | Borisz Vasziljevics Szpasszkij  | Barabás Kiss Zoltán  |
| 2015 |                                    | Unity                                         | dokumentumfilm narrátora        |                      |
| 2015 | Spotlight – Egy nyomozás részletei | Spotlight                                     | Martin Baron                    | Szabó Sipos Barnabás |
| 2015 | Creed: Apollo fia                  | Creed                                         | HBO narrátor (hangja)           |                      |
| 2016 | Az 5. hullám                       | The 5th Wave                                  | Vosch ezredes                   | Barabás Kiss Zoltán  |
| 2016 | Ütésálló                           | Chuck                                         | Chuck Wepner                    | Laklóth Aladár       |
| 2017 |                                    | Goon: Last of the Enforcers                   | Ross „A főnök” Rhea             |                      |
| 2017 | My Little Pony: A film             | My Little Pony: The Movie                     | Viharkirály (hangja)            | Sebestyén András     |
| 2018 | Kutyák szigete                     | Isle of Dogs                                  | Spots (hangja)                  | Kardos Róbert        |
| 2018 | Pókember: Irány a Pókverzum!       | Spider-Man: Into the Spider-Verse             | Wilson Fisk / Vezér (hangja)    | Csankó Zoltán        |
| 2019 | Egy esős nap New Yorkban           | A Rainy Day in New York                       | Roland Pollard                  |                      |
| 2019 |                                    | Human Capital                                 | Drew                            |                      |
| 2021 | A Francia Kiadás                   | The French Dispatch                           | talk-show házigazda             | Kálid Artúr          |
| 2021 | Ne nézz fel!                       | Don't Look Up                                 | Bash narrátor                   |                      |
| 2022 | A folyón át a fák közé             | Across the River and into the Trees           | Richard Cantwell                |                      |
| 2023 | Golda                              | Golda                                         | Henry Kissinger                 | Csankó Zoltán        |
| 2023 | Asteroid City                      | Asteroid City                                 | J. J. Kellogg                   | Barabás Kiss Zoltán  |
| 2025 | Rajtakapva                         | Caught Stealing                               | Lipa                            |                      |

### Televízió
| Év        | Magyar cím                     | Eredeti cím                    | Szerep                          | Megjegyzések                                                                                      |
| --------- | ------------------------------ | ------------------------------ | ------------------------------- | ------------------------------------------------------------------------------------------------- |
| 1995      | Vad nők                        | Buffalo Girls                  | Ogden                           | minisorozat                                                                                       |
| 1996      | A Napsugár fiúk                | The Sunshine Boys              | Ricky Gregg                     | tévéfilm                                                                                          |
| 1998      | Mióta elmentél…                | Since You've Been Gone         | Fred Linderhoff                 | tévéfilm                                                                                          |
| 1999      | Az aranypolgár születése       | RKO 281                        | Orson Welles                    | - tévéfilm - magyar hangja: - Kálloy Molnár Péter                                                 |
| 2003      | Hitler – A sátán felemelkedése | Hitler: The Rise of Evil       | Ernst Hanfstaengl               | minisorozat (2 epizód)                                                                            |
| 2005      |                                | Lackawanna Blues               | Ulysses Ford                    | tévéfilm                                                                                          |
| 2007      | CSI: A helyszínelők            | CSI: Crime Scene Investigation | Michael Keppler                 | 4 epizód                                                                                          |
| 2009      |                                | Nature                         | narrátor                        | 1 epizód                                                                                          |
| 2009      | Szezám utca                    | Sesame Street                  | önmaga                          | 2 epizód                                                                                          |
| 2010      | Amerika: Az USA története      | America: The Story of Us       | narrátor (hangja)               | 3 epizód                                                                                          |
| 2012      | Robotcsirke                    | Robot Chicken                  | Iron Man / King Triton (hangja) | 1 epizód                                                                                          |
| 2013      | Előzmények törlése             | Clear History                  | Tibor                           | - tévéfilm - magyar hangja: - Pál András                                                          |
| 2013–2020 | Ray Donovan                    | Ray Donovan                    | Ray Donovan                     | - főszereplő (82 epizód) - producer (58 epizód) - rendező (2 epizód) - forgatókönyvíró (1 epizód) |
| 2013–2020 | Ray Donovan                    | Ray Donovan                    | Ray Donovan                     | - magyar hangja: - Viczián Ottó (1-4. évad) - Széles Tamás (5. évadtól)                           |
| 2015      | BoJack Horseman                | BoJack Horseman                | Copernicus (hangja)             | 1 epizód                                                                                          |
| 2016      | Tömény történelem              | Drunk History                  | Victor Lustig                   | 1 epizód                                                                                          |
| 2016–2018 | Saturday Night Live            | Saturday Night Live            | önmaga / házigazda              | 2 epizód                                                                                          |
| 2018      |                                | Civilisations                  | narrátor (hangja)               | 9 epizód                                                                                          |
| 2019      | A Simpson család               | The Simpsons                   | narrátor (hangja)               | 1 epizód                                                                                          |
| 2022      |                                | Ray Donovan: The Movie         | Ray Donovan                     | tévéfilm forgatókönyvíró és vezető producer                                                       |
| 2023      | Anne Frank bújtatója           | A Small Light                  | Otto Frank                      | minisorozat (8 epizód)                                                                            |
| 2023      |                                | Command Z                      | Kohlberg Pryce                  | minisorozat (2 epizód)                                                                            |
| 2023      | Rick és Morty                  | Rick and Morty                 | promóter (hangja)               | 1 epizód                                                                                          |
| 2024      | A tökéletes pár                | The Perfect Couple             | Tag Winbury                     | - 6 epizód - magyar hangja: - Csankó Zoltán                                                       |

## Fordítás
- Ez a szócikk részben vagy egészben  a   Liev Schreiber című angol Wikipédia-szócikk fordításán alapul.  Az eredeti cikk szerkesztőit annak laptörténete sorolja fel. Ez a jelzés csupán a megfogalmazás eredetét és a szerzői jogokat jelzi, nem szolgál a cikkben szereplő információk forrásmegjelöléseként.